# Frank Marshall
Frank Wilton Marshall, född 13 september 1946 i Glendale i Kalifornien, är en amerikansk filmproducent och filmregissör. Han samarbetar ofta med sin fru Kathleen Kennedy och Steven Spielberg. Han är tillsammans med Kennedy och Spielberg grundare av filmbolaget Amblin Entertainment.

## Filmografi

### Som producent
- 1976 – Nä, nu blommar det
- 1979 – Krigarna (exekutiv producent)
- 1981 – Jakten på den försvunna skatten
- 1982 – Poltergeist
- 1983 – Twilight Zone - på gränsen till det okända (exekutiv)
- 1984 – Indiana Jones och de fördömdas tempel (exekutiv)
- 1984 – Gremlins (exekutiv)
- 1985 – Fandango (exekutiv)
- 1985 – Dödskallegänget (exekutiv)
- 1985 – Tillbaka till framtiden (exekutiv)
- 1985 – Tempelmysteriet (exekutiv)
- 1985 – Purpurfärgen
- 1986 – Hem dyra hem
- 1986 – Resan till Amerika (exekutiv)
- 1987 – Solens rike
- 1987 – Miraklet på 8:e gatan (exekutiv)
- 1988 – Vem satte dit Roger Rabbit
- 1989 – Indiana Jones och det sista korståget (exekutiv)
- 1989 – Dad (exekutiv)
- 1989 – Tillbaka till framtiden del II (exekutiv)
- 1989 – Always
- 1990 – Joe och jättevulkanen (exekutiv)
- 1990 – Tillbaka till framtiden del III (exekutiv)
- 1990 – Gremlins 2 (exekutiv)
- 1990 – Imse vimse spindel (exekutiv)
- 1991 – Cape Fear (exekutiv)
- 1991 – Resan till Amerika – Fievel i vilda västern (exekutiv)
- 1991 – Hook
- 1992 – Kaos i kulissen
- 1993 – Swing Kids - De sista rebellerna (exekutiv)
- 1993 – Äventyr i Kalahariöknen (exekutiv)
- 1993 – Rex och hans vänner (exekutiv)
- 1994 – Milk Money
- 1995 – Congo (exekutiv)
- 1995 – Indianen i skåpet
- 1999 – Sjätte sinnet
- 1999 – Snö faller på cederträden
- 1999 – A Map of the World
- 2002 – The Bourne Identity (exekutiv)
- 2002 – Signs
- 2003 – Seabiscuit
- 2003 – The Young Black Stallion
- 2004 – The Bourne Supremacy
- 2004 – Mr. 3000 (exekutiv)
- 2006 – Eight Below (exekutiv)
- 2006 – Uppdraget
- 2007 – The Bourne Ultimatum
- 2008 – Indiana Jones och kristalldödskallens rike
- 2008 – Benjamin Buttons otroliga liv
- 2009 – Crossing Over
- 2009 – The Last Airbender
- 2010 – Livet efter detta (exekutiv)
- 2011 – War Horse (exekutiv)
- 2012 – The Bourne Legacy
- 2015 – Jurassic World
- 2016 – Stora vänliga jätten
- 2016 – Jason Bourne
- 2016 – Sully
- 2016 – Assassin's Creed
- 2018 – Jurassic World: Fallen Kingdom
- 2018 – The Other Side of the Wind
- 2018 – Jurassic World Camp Cretaceous (TV-serie)
- 2022 – Jurassic World Dominion
- 2023 – Indiana Jones and the Dial of Destiny
- 2025 – Jurassic World Rebirth

### Som regissör
- 1990 – Imse vimse spindel
- 1993 – Alive
- 1995 – Congo
- 2006 – Eight Below